# Ctidružice

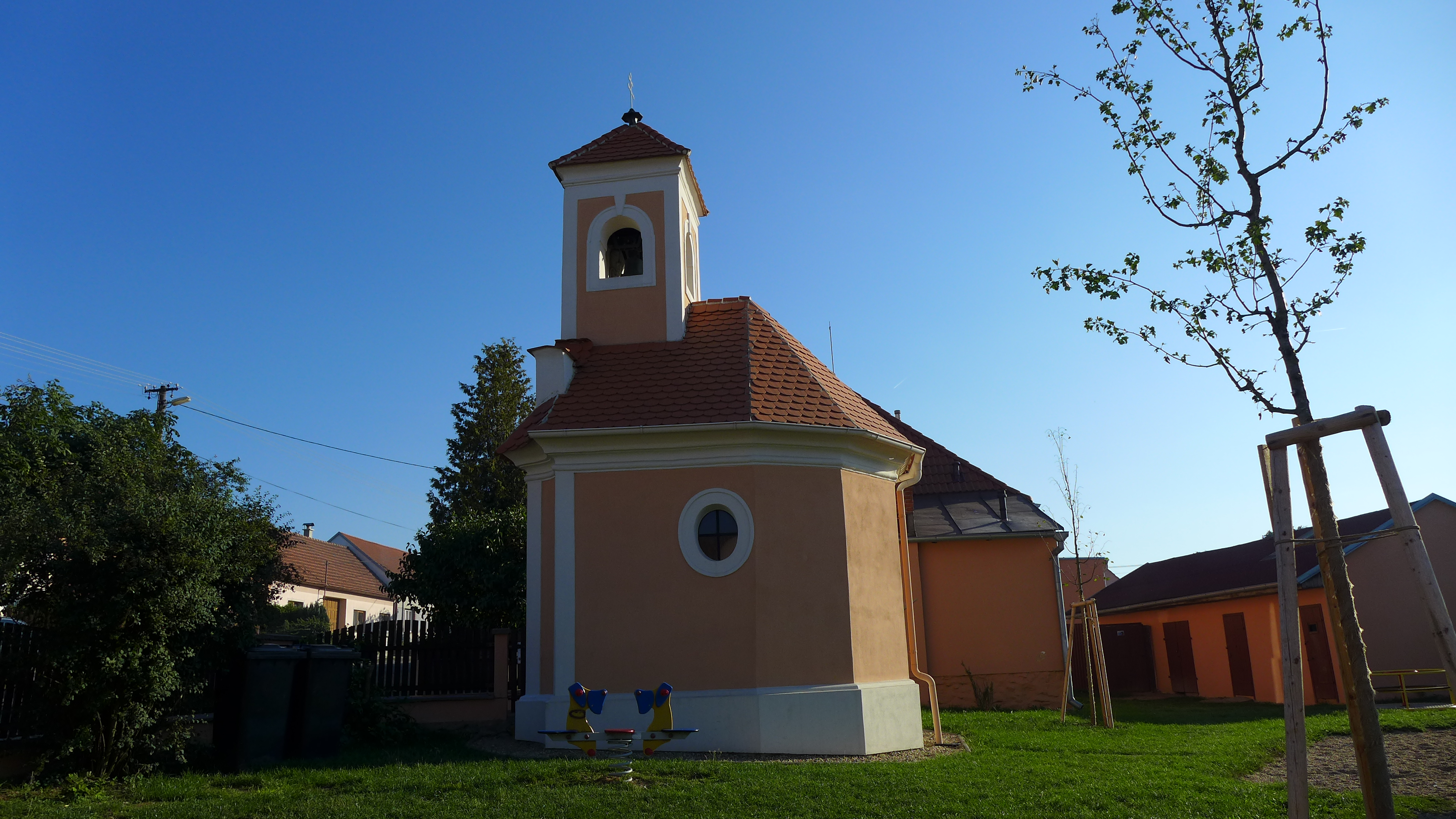
Johannes-Nepomuk-Kapelle in Ctidružice (2015)

Ctidružice (deutsch Schidrowitz) ist eine Gemeinde im Okres Znojmo in Tschechien.

## Geographie
Ctidružice liegt etwa acht Kilometer von Znojmo entfernt, bis Brünn sind es rund 48 Kilometer. Die Grenze zu Österreich ist rund neun Kilometer entfernt. Ctidružice grenzt an Blížkovice, Blanné, Grešlové Mýto, Pavlice, Štítary und Zálesí. Durch Ctidružice verlaufen mehrere Landstraßen, das Dorf verfügt im Osten auch über einen Bahnhof. Weiterhin sind dort zwei Bushaltestellen vorhanden. Nordöstlich der Gemeinde verläuft außerhalb des Gemeindegebiets die Silnice I/38, ein Teil der Europastraße 59.
In Ctidružice fließen die Flüsse Ctidružický potok und Doubravka. Außerdem erstrecken sich im Gebiet des Dorfs die Seen Černý rybník und Senný rybnik. 

## Geschichte
1365 wurde Ctidružice erstmals urkundlich erwähnt. Das genaue Gründungsdatum des Dorfs ist unbekannt.

## Ortsteile
- Ctidružice

## Bevölkerungsentwicklung
| Jahr      | 1869 | 1880 | 1890 | 1900 | 1910 | 1921 | 1930 | 1950 | 1961 | 1970 | 1980 | 1991 | 2001 | 2011 | 2021 |
| --------- | ---- | ---- | ---- | ---- | ---- | ---- | ---- | ---- | ---- | ---- | ---- | ---- | ---- | ---- | ---- |
| Einwohner | 437  | 446  | 486  | 504  | 502  | 536  | 554  | 442  | 466  | 457  | 428  | 374  | 345  | 325  | 283  |

## Sehenswürdigkeiten
- Kapelle des böhmischen Landesheiligen Johannes Nepomuk
- Bildstock

## Persönlichkeiten
- Miloš Dokulil (1912–2002), Linguist